# Osceola megye (Michigan)
Osceola megye az Amerikai Egyesült Államokban, azon belül Michigan államban található. Megyeszékhelye és legnagyobb városa Reed City. Lakosainak száma 22 891 fő (2020. április 1.). Osceola megye Missaukee, Wexford, Clare, Lake, Mecosta, Newaygo és Isabella megyékkel határos.

## Népesség
A megye népességének változása:
| Lakosok száma | 23 508 | 23 449 | 23 280 | 23 259 | 23 058 | 22 891 |
|               | 2010   | 2011   | 2012   | 2013   | 2015   | 2020   |